# Новомиргородский 17-й уланский полк
17-й уланский Новомиргородский полк — кавалерийский полк Русской императорской армии.
Старшинство полка — 8 сентября 1897 года.
Полковой праздник — 8 сентября, день Рождества Пресвятой Богородицы.

## История
Учреждён 8 сентября 1897 года как 54-й драгунский Новомиргородский полк. Фактически сформирован к 13 октября в г. Коло Калишской губернии из шести эскадронов, выделенных из разных драгунских полков: 2-го Санкт-Петербургского, 8-го Смоленского, 26-го Бугского, 33-го Изюмского, 44-го Нижегородского и 48-го Украинского. 28 октября вошёл в состав 3-й отдельной кавалерийской бригады Сводной кавалерийской дивизии II кавалерийского корпуса.
С 1906 года в Перми участвовал в подавлении боевой организации «лбовцев». 6 декабря 1907 года переименован в 17-й уланский Новомиргородский полк. Отличился в годы Первой мировой войны, взяв, в частности, 23 июня 1916 г. 7 германских орудий.

## Командиры полка
- 08.09.1897 — 03.02.1903 — полковник Нарцов, Иван Семёнович[5]
- 24.03.1903 — 03.10.1907 — полковник Бельгард, Владимир Карлович
- 03.11.1907 — 17.10.1910 — полковник Мелик-Шах-Назаров, Павел Дмитриевич
- 17.10.1910 — 24.12.1914 — полковник Дренякин, Николай Николаевич
- 24.12.1914 — 06.05.1917 — полковник (с 16.04.1916 генерал-майор) Костенко, Александр Иванович
- 04.06.1917 — после 28.09.1917 — полковник Апухтин, Константин Валерианович

В 1903-1910 годах в полку начинал свою воинскую службу будущий герой Гражданской войны — Генерального штаба подполковник, генерал-лейтенант Русской армии, видный организатор Белого Движения Владимир Каппель.

## Другие части того же имени

### Новомиргородский уланский полк (1817-1856)
Развёрнут в 1817 году из половины 1-го Украинского уланского полка. В 1836 году полком командовал Ефим Антонович Клейст. 
С 30 марта 1855 года по 3 июля 1856 шефом полка был принц Александр Гессенский и полк именовался по имени своего шефа Уланским Его Высочества Принца Александра Гессенского полком.
В 1856 году расформирован вместе с другими полками резервной уланской дивизии.

### Новомиргородский драгунский полк (1856—1860)
18.09.1856 г. из 5-го, 6-го, 7-го, 8-го и 10-го эскадронов драгунского Его Императорского Высочества Великого Князя Константина Константиновича полка сформирован в составе четырёх действующих и 2-х резервных эскадронов Новомиргородский драгунский полк с присвоением старшинства 30 августа 1668 года — и знаков отличия Черниговского и Каргопольского драгунских полков. На гербы и пуговицы присвоен № 6. 14 мая 1860 года присоединён к Глуховскому кирасирскому Ея Императорского Высочества великой княгини Александры Иосифовны полку для образования 6-го драгунского Глуховского Ея Императорского Высочества великой княгини Александры Иосифовны полка.